# Stuartella formosa
Stuartella formosa är en svampart som beskrevs av Fabre 1879. Stuartella formosa ingår i släktet Stuartella, klassen Dothideomycetes, divisionen sporsäcksvampar och riket svampar.   Inga underarter finns listade i Catalogue of Life.